# ㅭ
ㅭ(리을여린히읗)은 한글 낱자 ㄹ과 ㆆ을 겹쳐 놓은 것이다.

## 역사
《훈민정음 언해》(1446)에 처음 등장한다. 관형사형 전성 어미가 붙은 경우, 또는 ㄹ로 끝나는 명사에 관형격 조사 -ㆆ가 붙는 경우가 있었다.
| 어린〮 百ᄇᆡᆨ姓셔ᇰ〮이〮 니르고〮져〮 호ᇙ〮 배〮 이셔〮도〮                                             |
| 어리-ㄴ 백성-ㅣ 니르-고져 ᄒᆞ(“하다”)-ㅗ(대상법)-ㅭ(관형사형 미래) 바-ㅣ 이시-ㅓ도 |
| “어리석은 백성이 말하고자 할 바가 있어도” - 《훈민정음 언해》(1446)               |
| 天耳ᄂᆞᆫ 하ᄂᆞᆳ 귀니 하ᄂᆞᇙ 소리며 地獄 소리며 몯 듣논 ᄃᆡ 업스실 씨라                                          |
| “天耳는 하늘의 귀이니 하늘의 소리며 지옥의 소리며 못 듣는 것이 없으신 것이다.” - 《월인석보》(1447) 4:41 |
이후 관형격에 쓰이는 -ㆆ의 소리와 표기가 -ㅅ으로 바뀌면서 이런 쓰임이 사라졌다.

### 이영보래
《훈민정음해례》(1446)에서는 음절이 ㆁ, ㄴ, ㅁ, ㅇ, ㄹ, ㅿ 중 하나로 끝나면 평성·상성·거성 중 하나가 되고 나머지는 입성이 된다고 쓰여 있다.(“所以ㆁㄴㅁㅇㄹㅿ六字為平上去聲之終，而餘皆為入聲之終也。”) 한자음의 경우 중국 발음의 /-t/가 한국어에서는 /-ㄹ/로 변하였는데, 예를 들어 佛(/bhiət/)의 발음은 한국에서는 /불/이 되어 중국에서는 입성이었지만 한국어에서는 입성이 되지 않는 차이가 생겼다.
이 차이에 대해 《훈민정음해례》에서는 한자음 표기에 ㄹ 받침을 쓰지 말고 ㄷ 받침 등을 써야 한다고 하였다.(“半舌之ㄹ, 當用於諺, 而不可用文. 如入聲之彆字, 終聲當用ㄷ。”) 반면 《동국정운》(1448)에서는 이런 한자음을 ㅭ 받침으로 표기하여 입성이 되도록 ‘교정’시켰다. 이것을 ‘ㆆ으로 ㄹ을 보조한다’는 뜻의 이영보래(以影補來)라고 부른다. 이 표기는 16세기에 동국정운식 표기가 사라지면서 같이 사라졌다.

## 코드 값
| 종류                  | 종류           | 글자   | 유니코드 | HTML     |
| --------------------- | -------------- | ------ | -------- | -------- |
| 한글 호환 자모        | 한글 호환 자모 | ㅭ     | U+316D   | &#12653; |
| 한글 자모 영역        | 첫소리         | (없음) | (없음)   | (없음)   |
| 한글 자모 영역        | 끝소리         | ᅟᅠᇙ     | U+11D9   | &#4569;  |
| 한양 사용자 정의 영역 | 첫소리         | (없음) | (없음)   | (없음)   |
| 한양 사용자 정의 영역 | 끝소리         |     | U+F8A7   | &#63655; |
| 반각                  | 반각           | (없음) | (없음)   | (없음)   |

## 같이 보기
- 한글 낱자